# Теорія торгівлі Бертіля Оліна
Теорія торгівлі Бертіля Оліна (Bertil G. Ohlin) — економічна теорія.
Модернізована теорія міжнародної торгівлі. Модернізація полягала у відмові автора від принципів трудової теорії вартості. Спочатку Б. Олін розглянув економіку, яка складається з окремих регіонів, причому, всередині регіонів передбачалася мобільність, а між ними стійкість зв'язків. А потім він описав світову торгівлю як особливий випадок міжрегіональної торгівлі.
Центральне місце в теорії торгівлі Оліна займає модель Хекшера-Оліна, яка названа на визнання більш ранньої роботи Е. Хекшера про вплив торгівлі на розподіл доходів. 
Б. Олін виходив з того, що міжнародна торгівля виникає між країнами з різними «факторами доходу» (розбіжність у відносній пропозиції землі, праці і капіталу), навіть якщо ці країни мають однакові виробничі технології. Розбіжність у факторах доходу буде неминуче обумовлювати розбіжність у відносних цінах. Відштовхуючись від цього твердження, Б. Олін обґрунтував свою теорію щодо напрямків товарних потоків. Він прогнозував, що країни будуть експортувати такі товари, які в них були б відносно дешеві при відсутності торгівлі, а імпортувати такі, які в них відносно дорогі — знову ж за відсутності торгівлі.
Модель Оліна створювала структурну основу для об'єднання теорії міжнародної торгівлі з більш широкою сферою дії теорії загальної рівноваги з метою з'ясування впливу торгівлі на доходи та їх розподіл. Його робота дала стимул появі так званої «теореми про вирівнювання співвідношення фактора-ціни», розробленої В. Столпером і П. Самуельсоном. Згідно з цією теорією, зовнішня торгівля визначає тенденцію до вирівнювання цін факторів виробництва в різних країнах.
Практичне застосування теорії Б. Оліна ґрунтувалося на висновку про те, що тарифи та інші торгові обмеження впливають на розподіл доходів, оскільки перешкоджають вирівнюванню факторних доходів.